# (886) Washingtonia
(886) Washingtonia es un asteroide perteneciente al cinturón de asteroides descubierto por George Henry Peters desde el Observatorio Naval de los Estados Unidos en Washington, el 16 de noviembre de 1917.

## Designación y nombre
Washingtonia fue designado inicialmente como 1917 b.
Posteriormente se nombró en honor del político y militar estadounidense George Washington (1732-1799).

## Características orbitales
Washingtonia orbita a una distancia media del Sol de 3,182 ua, pudiendo alejarse hasta 4,026 ua y acercarse hasta 2,338 ua. Su excentricidad es 0,2653 y la inclinación orbital 16,8°. Emplea 2073 días en completar una órbita alrededor del Sol.